# Goudlaken

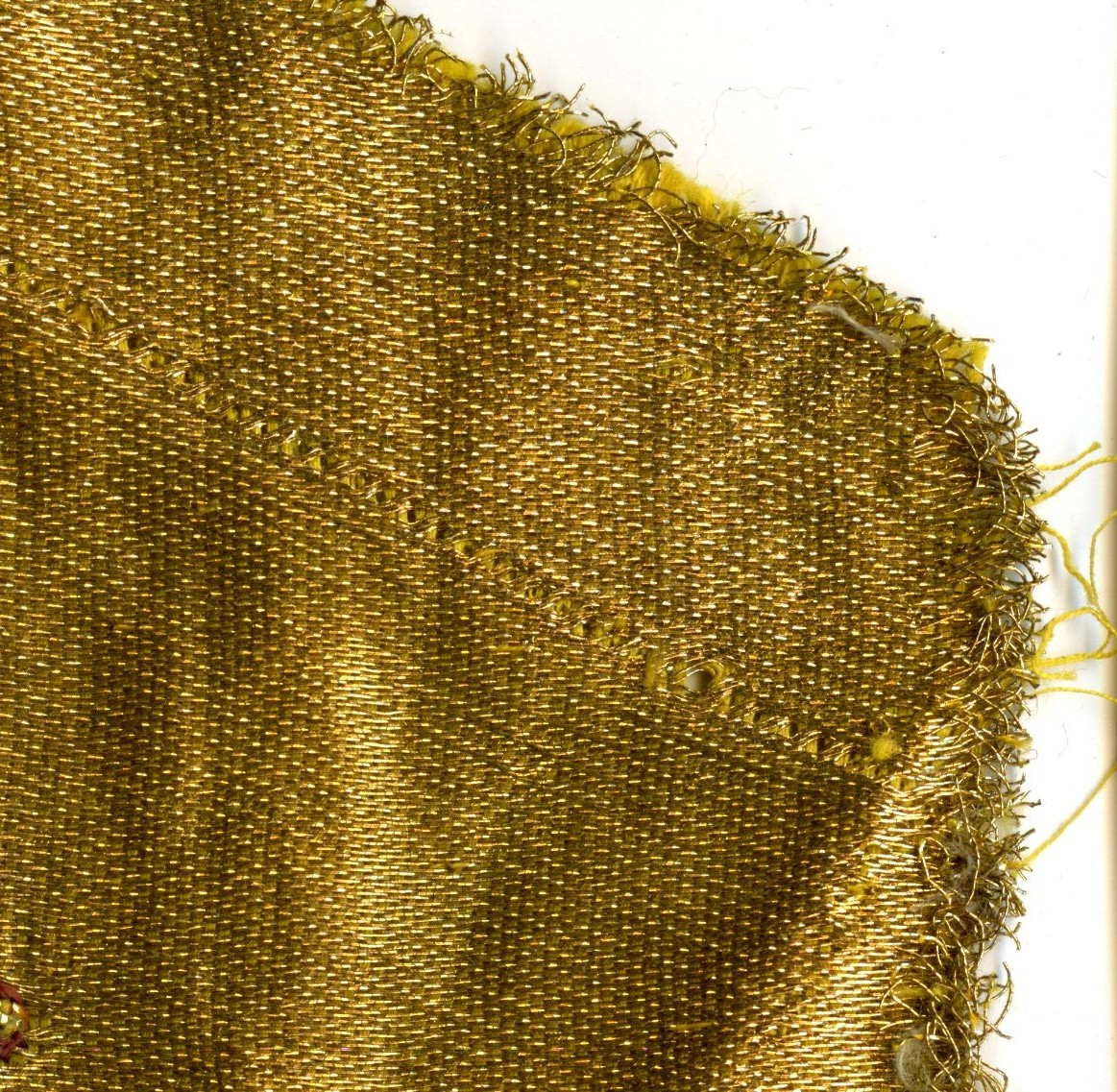
Goudlaken in satijnbinding, voorzijde

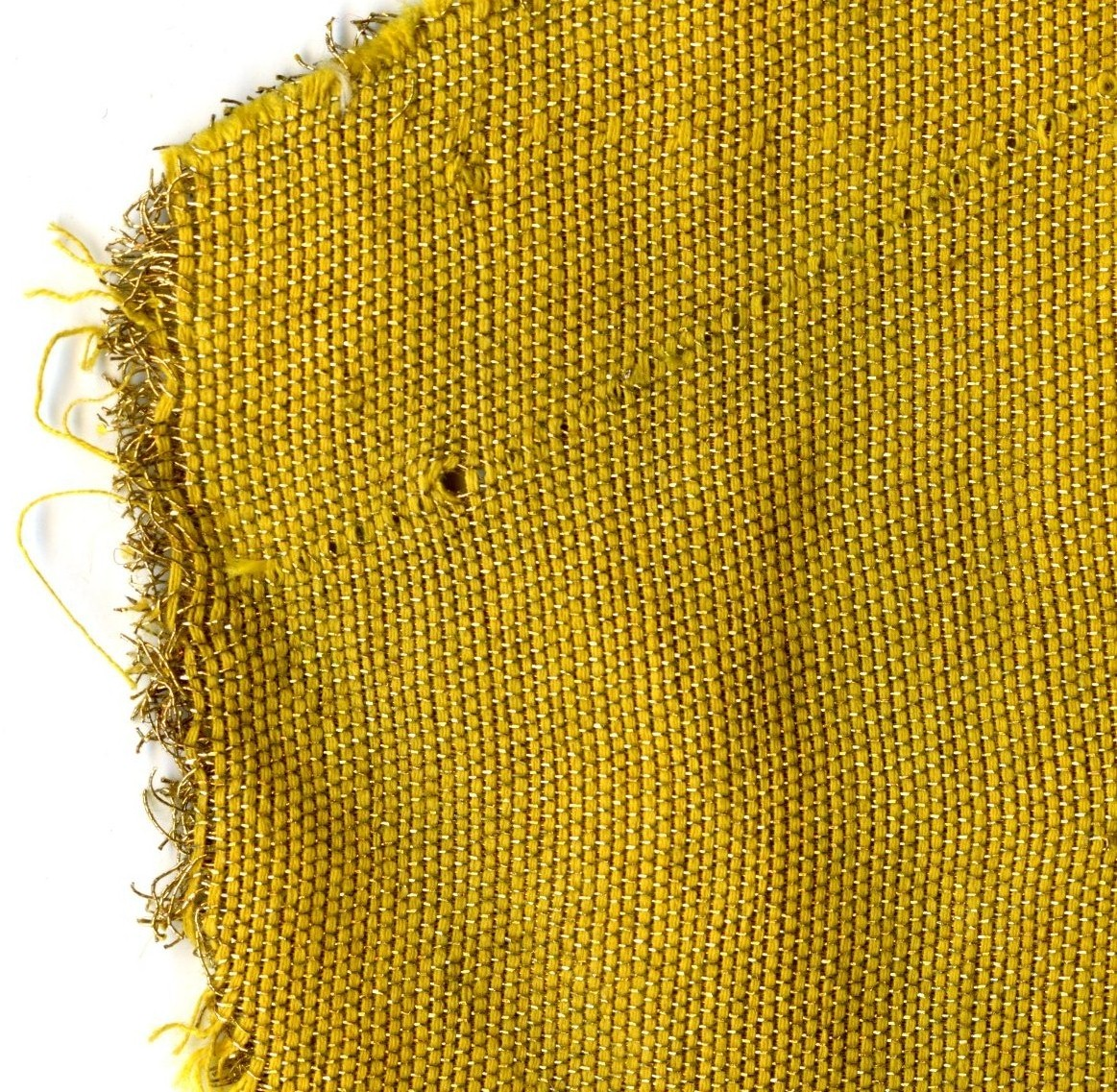
Goudlaken in satijnbinding, achterzijde

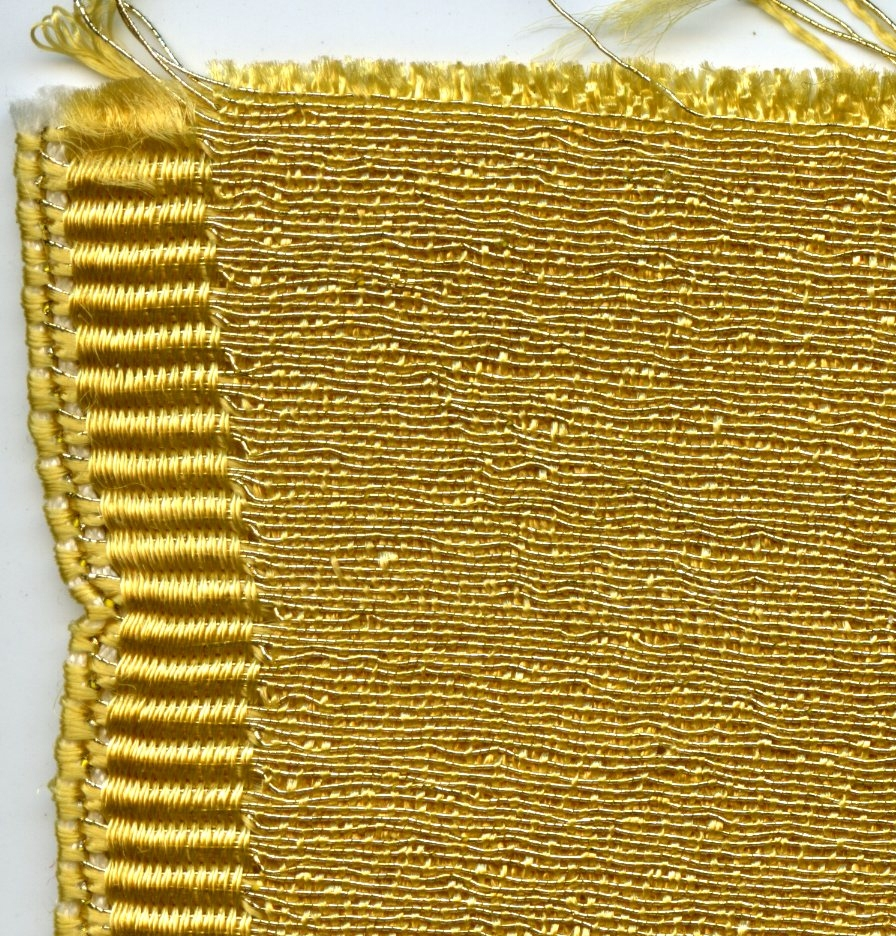
Goudlaken in keperbinding, voorzijde

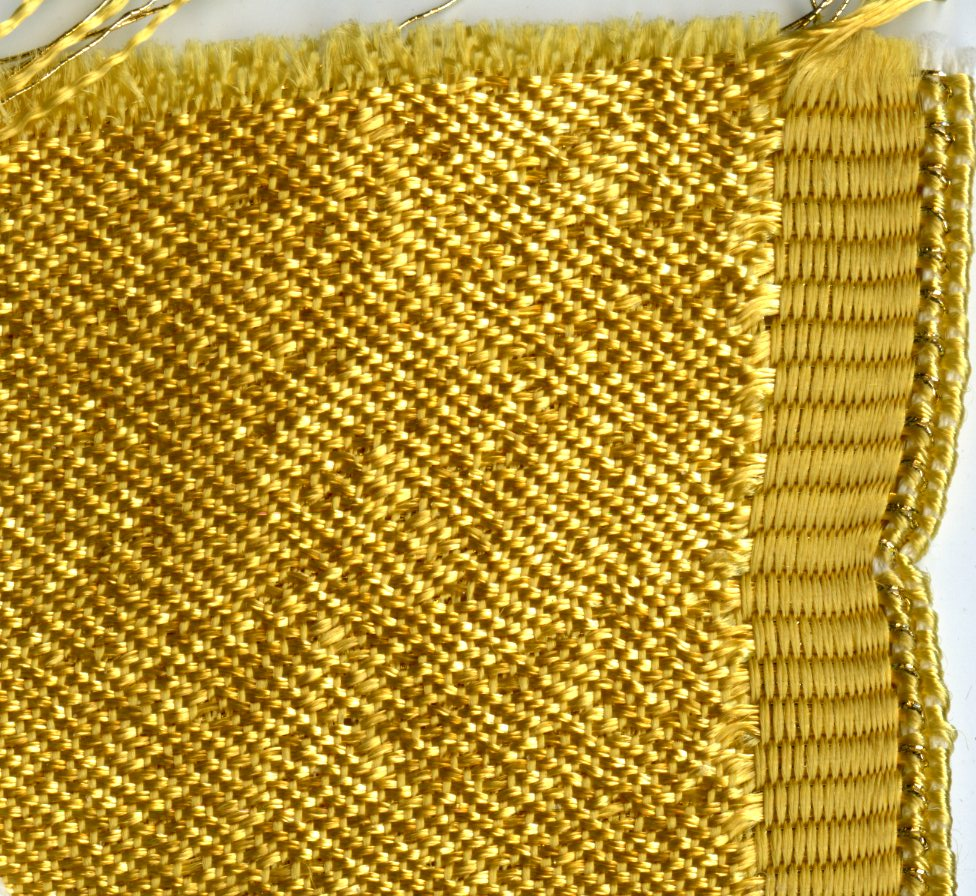
Goudlaken in keperbinding, achterzijde

Goudlaken en zilverlaken zijn geweven stoffen waarin gouddraad of zilverdraad is verwerkt.
Het kan hier gaan om:
- een complex ongefigureerd weefsel waarbij de toegevoegde inslag van metaaldraad het weefsel een goud- of zilverkleurig effect geeft.
- een complex gefigureerd weefsel waarbij de toegevoegde inslag van metaaldraad aan de grond van het weefsel een goud- of zilverkleurig effect geeft.

Er kunnen verschillende soorten gouddraad in het weefsel verwerkt worden:
- Dunne strookjes platgewalst metaal, of andersoortig verguld of verzilverd materiaal, gewikkeld rond een kern van textiel (meestal zijde). De hiermee verkregen metaaldraden zijn soepel en sterk. Het is de meest gebruikte metaaldraad in weefsels.
- Dunne strookjes geplet metaal die plat worden verwerkt, zonder kern. Stoffen waarin deze draad is verwerkt worden ook wel lamé genoemd. Zijn er zilverdraden verwerkt, dan spreekt met over zilverlamé. Dit weefsel is kwetsbaar, vooral bij de naden. Er zijn verschillende soorten lamé, waarvan de naam bepaald wordt door de andere draden die in het weefsel gebruikt zijn.

Rond, ongeplet metaaldraad wordt vrijwel nooit in weefsels gebruikt aangezien het te stug is.
De term goudlaken of zilverlaken heeft geen betrekking op een specifieke bindwijze. 